# Vincenzo Affinito
Vincenzo Affinito (Trieste, 13 settembre 1932 – Fano, 5 marzo 2021) è stato un calciatore italiano, di ruolo attaccante.

## Carriera
Cresciuto calcisticamente nelle giovanili della Triestina, nel 1952 è passato all'Ilva Bagnolese, club militante in Promozione Campania-Molise. Ha militato nel club partenopeo per due stagioni. Con il club partenopeo nella prima stagione ha conquistato la promozione in IV Serie vincendo il girone A della Promozione Campania-Molise, mentre nella stagione successiva ha ottenuto la salvezza nel girone G della IV Serie. Nel 1954 è tornato alla Triestina. Ha debuttato in Serie A il 19 settembre 1954, in Milan-Triestina (4-0). Dopo questa presenza, ottenuta nella prima giornata di campionato, ha giocato solamente un'altra gara con il club alabardato: Napoli-Triestina (4-0) del 17 aprile 1955, incontro valevole per la ventisettesima giornata di campionato. Con il club alabardato ha collezionato, in totale, due presenze. Nel 1955 si è trasferito all'Ortona, club militante in Promozione Abruzzo. Ha militato nel club gialloverde per una stagione. Nel 1956 è passato all'Alma Juventus Fano, club militante in IV Serie. Ha militato nel club granata per due stagioni, collezionando un totale di 50 presenze e una rete.

## Palmarès

### Club

#### Competizioni regionali
- Promozione Campania-Molise: 1

Ilva Bagnolese: 1952-1953